# Ferrovia Paulista SA

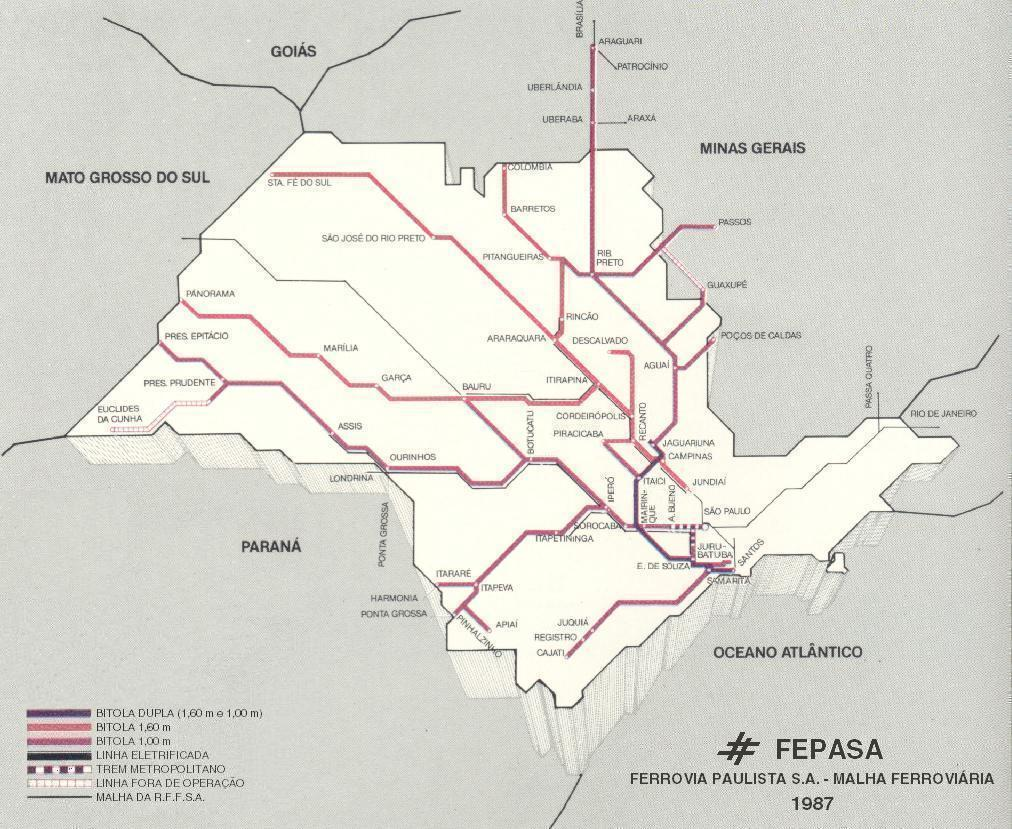
Malla ferroviaria de la FEPASA en 1987.

La Ferrovía Paulista SA (FEPASA) fue una empresa ferroviaria brasileña que pertenecía al Estado de São Paulo, más allá de que su malla se extendiera por Minas Gerais hasta Araguari, teniendo también un ramal que terminaba en la ciudad de Sengés, en Paraná. Fue extinta al ser incorporada a la Rede Ferroviária Federal el día 29 de mayo de 1998.

## Historia
La idea de la FEPASA surgió a partir de los primeros ensayos en 1962, con un mensaje del gobierno del estado de São Paulo enviada a la Asamblea Legislativa, proponiendo la unificación de las vías férreas Paulistas como una medida de orden económico, ya que había cinco ferrovías estatales diferentes en el estado. Fue rechazada y en 1966 se remitió nuevamente, también rechazada por la Asamblea Legislativa.
En 1967, el gobernador Abreu Sodré dio el primer paso al transferir a la Compañía Paulista de Ferrocarriles la administración de la Estrada de Ferro Araraquara S/A y a la Compañía Mogiana de Ferrocarriles la administración de la Estrada de Ferro São Paulo e Minas.
Entonces el gobernador por decretos de fecha 19 de septiembre de 1969, convirtió a todas los ferrocarriles de su propiedad en sociedades anónimas, como ya había ocurrido con la Compañía Paulista y Compañía Mogiana.
La consolidación de la unificación de las ferrovías se produciría en el gobierno de Laudo Natel, cuando por Decreto N º 10.410 de 28/10/1971, aprobó la creación de la nueva empresa, oficializando la FEPASA - Ferrovía Paulista S/A. Para resolver los conflictos de carácter jurídico-laboral, el estado creó la ley número 200, del 13 de mayo de 1974 (publicada 15 de mayo de 1974), cumpliendo así con las leyes que concedían, y exigían, derechos y deberes, a los empleados del Estado de São Paulo.
En lugar de se produzca una fusión de todas las empresas, como la letra de la ley establecía, se decidió en una Asamblea General Extraordinaria convocada para el día 10 de noviembre de 1971, cambiar previamente la denominación social de la "Compañía Paulista de Estradas de Ferro" a "FEPASA - Ferrovia Paulista S.A", seguido por la incorporación del acervo total de Ferrocarriles de la Compañía Mogiana de Estradas de Ferro, Estrada de Ferro Araraquara S/A, Estrada de Ferro Sorocabana y Estrada de Ferro São Paulo e Minas. Las cuatro empresas fueron declaradas extintas, y se incorporan sus respectivos activos netos y a la FEPASA y esta, incorporada enseguida a la RFFSA en 1998, previa autorización de la Asamblea General Extraordinaria celebrada el 29 de mayo de 1998.
Conforme legislación en vigor en la época, el proceso de liquidación se inició el 9 de diciembre de 1999. La malla existente en ese momento en la ex Ferrovia Paulista SA (Malla Paulista) fue subastada en forma de concesión durante un período de 20 años renovables. El ganador de los términos de la licitación de uso por un período definido de concesión fue Ferroban, que a su vez tuvo su control indirecto ejercido por América Latina Logística, en vista de la fusión de las acciones de la Holding Brasil Ferrovias a la ALL.
La parte de la malla ferrovíaria de la FEPASA utilizada para el transporte suburbano en las regiones oeste y sur de la Grande São Paulo se mantuvo bajo control del Estado de São Paulo a través de la CPTM (Compañía Paulista de Trenes Metropolitanos).

## Directores-Presidentes
1º - Jaul Pires de Castro, de 10 de noviembre de 1971 al 1 de abril de 1975
2º - Walter Pedro Bodini, de 2 de abril de 1975 al 25 de marzo de 1979
3º - Chafic Jacob, de 26 de marzo de 1979 al ?/?/1983
4º - Cyro Antonio de Laurenza Filho, de ?/?/1983 al ?/?/1986
5º - Antônio Carlos Rios Corral, de ?/?/1987 al ?/?/1990
6º - Sérgio Lorena de Mello de ?/?/1990 al ?/?/1991
7º - Walter Pedro Bodini, de ?/?/1991 al ?/?/1994
8º - Oliver Hossepian Salles de Lima ?/?/1994
9º - Renato Casale Pavan, de ?/?/1995 al 28 de mayo de 1998